# 사스레피나무
사스레피나무(Eurya japonica)는 한국 남부 해변의 산기슭에 나는 상록관목으로 높이는 1-3m이다. 잎은 어긋나며 가죽질이다. 타원
형, 긴 타원상 넓은 피침형으로 길이 3-8cm이다. 표면은 광택이 나고, 뒷면은 황록색이며 위로 향한 톱니가 있다. 꽃은 암수딴그루로 연한 황록색, 지름 5-6mm이로 작은 종 모양으로 생겼다. 전년도 가지의 잎겨드랑이에 1-2송이씩 달린다. 꽃받침은 5장이며 둥근 모양의 자흑색이다. 수꽃의 수술 10-15개, 암꽃은 수술 없다. 꽃에서는 매캐한 냄새 또는 화장실 냄새가 나는데 진정, 살균작용을 한다. 열매는 장과로 둥근 모양으로 자흑색으로 익는다. 개화기는 4월, 결실기는 10-12월이며 목재는 소세공재로 쓰인다. 아황산가스에 대한 내성이 강해 공기청정에 도움이 된다.